# Once again

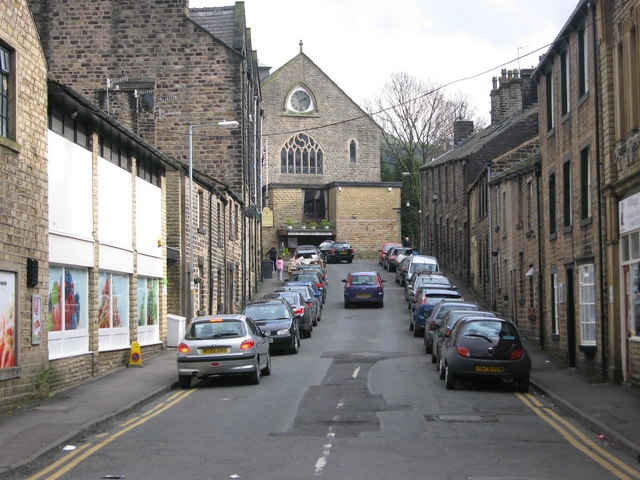
Op de achtergrond Civic Hall Uppermill (2009)

Once again is het tweede studioalbum van Barclay James Harvest.

## Inleiding
Het album werd opgenomen terwijl BJH een strak schema kende van album, optreden, vakantie en album. Onder die optredens bevond zich een concert met een eigen symfonieorkest van muziekleerlingen in de Royal Albert Hall. In september 1970 begon de band met repetities voor Once again in de "Civic Hall" te Uppermill; wel gold er de voorwaarde dat er geen geluidsoverlast mocht ontstaan. De band had het geluk het album te kunnen opnemen in de Abbey Road Studios, mits ze daar buiten de normale werkuren van gebruik wilde maken. Overdag was de studio al in gebruik van The Beatles etc. Vanaf 9 oktober 1970 tot 25 november 1970 was BJH er bezig, al dan niet met genoemd BJH-orkest. 
Het album bevat in She said en Mocking bird twee evergreens binnen het BJH-repertoire, de liedjes stonden jarenlang op de setlist; die laatste al van voor het album tot de band al gesplitst was. 
Het album werd gestoken in een hoes met daarop een geabstraheerde vlinder; het latere beeldmerk van de band.

## Musici
- John Lees – zang, gitaar
- Les Holroyd – zang, basgitaar, toetsinstrument
- Woolly Wolstenholme – zang, toetsinstrumenten
- Mel Pritchard – drumstel
- Barclay James Harvest Orchestra onder leiding van Robert John Godfrey en leider Gavyn Wright
- Alan Parsons – mondharp op Lady loves

## Muziek
| Nr. | Titel                                                | Duur |
| --- | ---------------------------------------------------- | ---- |
| 1.  | She said (Holroyd)                                   | 8:21 |
| 2.  | Happy old world (Woolstenholme)                      | 4:40 |
| 3.  | Song for dying (BJH)                                 | 5:02 |
| 4.  | Galadriel (Lees)                                     | 3;14 |
| 5.  | Mocking bird (BJH)                                   | 6:39 |
| 6.  | Vanessa Simmons (Lees)                               | 3:45 |
| 7.  | Ball and chain (BJH)                                 | 4:49 |
| 8.  | Lady loves (BJH)                                     | 4:07 |
| 9.  | Introduction/White sails (Woolstenholme, niet op lp) | 1:43 |
| 10. | Too much on your plate (BJH, niet op lp)             | 5:28 |
| 11. | Happy old world (quadrafonische mix)                 | 4:40 |
| 12. | Vanessa Simmons (quadrafonische mix)                 | 3:46 |
| 13. | Ball and chain (quadrafonische mix)                  | 4:46 |

Het album werd bekend vanwege de veel gebruikte mellotronklanken van Woolstenholme, die ook de meeste nummers zong (1-3, 5, 7, 8). Dat leverde bij concerten problemen op, want zijn stem was niet stabiel genoeg om alle nummers zelf te zingen.  Bijna elke nummer van dit album kent een bijzonder detail. She said bevat een middenstuk waarin alleen blokfluit met middeleeuwse muziek (Elisabethan). Happy old world is Woolstenholmes reactie op milieuverontreiniging en bevat wellicht een vooruitziende blik: "Guess I’ll go and kill myself"; hij pleegde in 2010 zelfmoord. Song for dying is een protestlied tegen oorlog in het algemeen en de Vietnamoorlog in het bijzonder; het bevat een tekstfragment uit The Star-Spangled Banner; het lied is opgedragen aan zij die achterbleven. Bij herpersingen werd regelmatig gebruik gemaakt van een versie die twee minuten lager was dan op de lp. Galadriel gaat over de elf Galadriel uit de werken van J.R.R. Tolkien; Lees leende voor dit nummer even een gitaar (Epiphone Casino) van John Lennon, die toch al in de studio stond. Het leidde later in 1990 tot BJH’s nummer John Lennon's guitar. Vanessa Simmons is een liefdesliedje; in Ball and chain voelt Woolstenholme zich aan alle kanten gebonden. Het laatste nummer van de langspeelplaat bevat een klein unicum; Alan Parsons, dan nog tape-operator, speelt er mondharp. White sails was de aanzet voor een elpeenummer, maar toen de orkestband werd afgeluisterd was daar niet mee te werken. Too much on your plate haalde het album niet.    

## Nasleep
De band vond achteraf dat Once again beter uitgebalanceerd klonk dan hun debuutalbum. Dat hoorde ook John Peel. Desondanks bleef een notering in albumlijsten uit. In het eerste jaar bracht het album slechts £ 75.000 (Britse pond) op, maar de verkoop liep ook daarna gestaag door. Van het album werd buiten de band om een quadrafonische mix uitgebracht. Harvest gebruikte daarvoor niet de mastertapes voor de langspeelplaat, maar de grove eindmix. Het leverde een van steviger versie van Balls and chains op, maar tevens een versie van Vanessa Simmonds met valse zang op de achtergrond. Ook deze versie werd geen succes. Van het album werden in de loop der jaren diverse heruitgaven op de markt gebracht, veelal met bonustracks, soms geplukt van die quadrafonische plaat. Bij uitgaven na 1998 voerden Lees en Woolstenholme het woord, Holroyd en Pritchard hadden zich afgescheiden. In 2023 kwam via Esoteric Recordings een versie uit met drie schijfjes, waaronder een nieuwe mix verzorgd door Steven W. Taylor en ook de quadrafonische mix in het geheel.